# Pho Thong (huyện)
Pho Thong (tiếng Thái: โพธิ์ทอง) là một huyện (‘‘amphoe’’) ở phía bắc của tỉnh Ang Thong, miền trung Thái Lan.

## Lịch sử
Huyện được lập năm 1890, lúc đó tên là Huai Ling Tok. Sau này huyện được đổi tên thành Pho Thong.

## Địa lý
Các huyện giáp ranh (từ phía bắc theo chiều kim đồng hồ) là Sawaeng Ha của tỉnh Ang Thong, Tha Chang và Phrom Buri của tỉnh Sing Buri, Chaiyo, Mueang Ang Thong, Wiset Chai Chan và Samko của tỉnh Ang Thong, và Si Prachan của tỉnh Suphanburi.

## Hành chính
Huyện này được chia thành 15 phó huyện (tambon). Có hai thị trấn (thesaban tambon) - Pho Thong nằm trên một số khu vực của tambon Ang Kaeo, Inthapramun, Bang Phlap, và Ram Masak nằm trên một số khu vực của tambon Ram Masak.
| 1.  | Ang Kaeo      | อ่างแก้ว   |  |
| 2.  | Inthapramun   | อินทประมูล |  |
| 3.  | Bang Phlap    | บางพลับ   |  |
| 4.  | Nong Mae Kai  | หนองแม่ไก่ |  |
| 5.  | Ram Ma Sak    | รำมะสัก   |  |
| 6.  | Bang Rakam    | บางระกำ  |  |
| 7.  | Pho Rang Nok  | โพธิ์รังนก  |  |
| 8.  | Ongkharak     | องครักษ์   |  |
| 9.  | Khok Phutsa   | โคกพุทรา  |  |
| 10. | Yang Chai     | ยางช้าย   |  |
| 11. | Bo Rae        | บ่อแร่     |  |
| 12. | Thang Phra    | ทางพระ   |  |
| 13. | Sam Ngam      | สามง่าม   |  |
| 14. | Bang Chao Cha | บางเจ้าฉ่า |  |
| 15. | Kham Yat      | คำหยาด   |  |